# Tiên phong lên Mặt Trăng
Tiên phong lên Mặt Trăng (tiếng Anh: The First Men in the Moon) là tác phẩm khoa học viễn tưởng sáng tác bởi H. G. Wells, xuất bản năm 1901. Truyện kể về một doanh nhân tên Bedford và một nhà khoa học tên Cavor, cùng phát minh ra khối cầu chống lực hấp dẫn và bay lên mặt trăng. Lên đến nơi, họ đụng độ người Selenite, một giống loài sống ngầm trong lòng mặt trăng.

## Chuyển thể điện ảnh
- A Trip to the Moon (1902) ra đời một năm sau khi tác phẩm được xuất bản.[1]

## Các bản dịch tiếng Việt
- Tiên phong lên Mặt Trăng, Nguyễn Thành Long dịch, Nhà xuất bản Văn Học, Bookism liên kết xuất bản, 2016.